# Epervier
Épervier — разведывательный БПЛА, разработан в Бельгии фирмой Thomson-CSF. Первый полёт дрон осуществил в 1970 году, фирма получила в 1974 году от армии Бельгии заказ на поставку двух дивизионов общей численностью 40 БПЛА. Поставки БПЛА по заключённому контракту были закончены в 1977 году. Epervier оборудован 127-мм камерой Omera AA3-70 для дневной съёмки и 70-мм камерой Omera AA6-62 с устройством запуска осветительных ракет Alkan 505 для ночной съёмки. Запуск Epervier осуществляется при помощи ракетного ускорителя с наземного мобильного пункта смонтированного на трёхтонном грузовике. После задания БПЛА опускается на парашюте. На вооружении находился до конца 1999 года, в данный момент состояние проекта неизвестно.

## ЛТХ
- Размах крыла, м 1.72
- Длина, м 2.38
- Высота, м 0.93
- Масса, кг
- пустого 101
- максимальная взлётная 147
- топлива 26
- Тип двигателя 1 ТРД Lucas CT3201
- Тяга, кН 1 х 0.49
- Максимальная скорость, км/ч 325
- Крейсерская скорость, км/ч 310
- Радиус действия, км 93
- Максимальная скороподъёмность, м/мин 720
- Продолжительность полёта, мин 25